# Gyöngyösoroszi, Heves
Gyöngyösoroszi  este un sat în districtul Gyöngyös, județul Heves, Ungaria, având o populație de 1.572 de locuitori (2011). 

## Demografie
Componența etnică a satului Gyöngyösoroszi
     Maghiari (76,21%)
     Romi (23,79%)
Componența confesională a satului Gyöngyösoroszi
     Fără religie (22,39%)
     Reformați (2,16%)
     Necunoscută (74,43%)
     Alte religii (5,41%)
Conform recensământului din 2011, satul Gyöngyösoroszi avea 1.572 de locuitori. Din punct de vedere etnic, majoritatea locuitorilor (76,21%) erau maghiari, cu o minoritate de romi (23,79%). Nu există o religie majoritară, locuitorii fiind persoane fără religie (22,39%) și reformați (2,16%). Pentru 74,43% din locuitori nu este cunoscută apartenența confesională.